# Relația Amoroso-Robinson
Relația Amoroso-Robinson (după numele lui Luigi Amoroso și Joan Robinson) descrie în microeconomie relația dintre preț, venitul marginal și elasticitatea directă a cererii. 
Din relația Amoroso-Robinson se pot observa următoarele lucruri:
- Venitul marginal corespunde prețului, atunci când elasticitatea directă a prețului cererii (absolute) este infinită (în cazul concurenței perfecte).
- Venitul marginal este mai mic decât prețul, atunci când elasticitatea directă a prețului cererii nu este perfect elastică (funcția preț-vânzări are înclinație negativă).
- Venitul marginal este negativ, atunci când elasticitatea directă a prețului cererii este sub valoarea 1. Nici un ofertant (interesat să câștige) nu oferă ceva în porțiunea inelastică.

În plus, relația Amoroso-Robinson este importantă pentru obținerea gradului monopolului.
Formal, relația exprimă:
{\displaystyle {\frac {\partial E}{\partial x_{i}}}=p_{i}\cdot \left(1-{\frac {1}{\left|\eta _{x_{i}p}\right|}}\right)},

unde:

{\displaystyle \partial E/\partial x_{i}} desemnează venitul marginal,

{\displaystyle x_{i}} bunul economic, 

{\displaystyle p_{i}} prețul bunului economic 

și {\displaystyle \eta _{x_{i}p}} elasticitatea prețului cererii.